# Прохоров, Виктор Сергеевич
Ви́ктор Серге́евич Про́хоров (род. 17 февраля 1949) — советский и российский кинорежиссёр и монтажёр.

## Биография
Родился 17 февраля 1949 года в Херсоне (Украина). Родители: Сергей Ионович Прохоров и Ольга Антоновна Прохорова (урождённая Чинаева). В семье было четверо детей: Виктор и три его сестры (Светлана, Любовь и младшая Ольга).
В возрасте шести лет идёт в школу, а в 1965 году поступает в
МГУ на отделение философии (впоследствии переформированное в факультет психологии). В 1968 году устраивается на работу в театр-студию при МГУ «Наш Дом Театр», переведясь на вечернее отделение, но осенью того же года, будучи пойманным военным патрулем на улице, идёт в армию. Последующие два года он служит в войсках ПВО в в Казахстане. В возрасте 21 года (1970 год) демобилизуются в звании старшины.
По возвращении из армии через отдел кадров киностудии Мосфильм получает должность помощника режиссёра на кинофильме «Простофиля»[какого?] (режиссёр А. Чемодуров). На том же кинопроекте получает ещё одну должность — второго режиссёра параллельной группы.
Следующий проект, где Виктор работает в роли второго режиссёра — «Они сражались за Родину» (режиссёр С. Ф. Бондарчук). Параллельно оканчивает факультет психологии МГУ.
В 1972 году поступает на заочное отделение режиссёрского факультета Ленинградского института театра, музыки и кинематографии.
По окончании работы на кинофильме «Они сражались за Родину» поступает на двухгодичные Высшие курсы сценаристов и режиссёров на отделение «режиссёр кино» (с отрывом от производства, мастерская Р. Викторова).
В 1977 году оканчивает оба учебных учреждения. Дипломная работа — «Страж Мертвеца».
Далее на экспериментальном молодёжном творческом объединении (ЭМТО) «Дебют» снимает в качестве режиссёра короткометражную работу «Бумеранг» (сценарий А. Лапшина).
Затем следует работа вторым режиссёром на кинокартине «Вкус хлеба» (режиссёр — А. Сахаров).

## Фильмография

### Режиссёр
- 1983 — Серафим Полубес и другие жители земли
- 1987 — Старая азбука
- 1989 — Утоли моя печали (совместно с А. Александровым)

### Монтажёр
- 1991 — Семь дней с русской красавицей